# Classe Minotaur (incrociatore 1943)
La classe Minotaur di incrociatori leggeri della Royal Navy, conosciuta anche come classe Swiftsure, venne progettata come una versione modificata delle navi classe Crown Colony autorizzata nel 1941 ma, nonostante l'alto numero di perdite tra gli incrociatori britannici durante la guerra, la costruzione di queste navi ebbe una priorità bassa. Di conseguenza per la fine del conflitto solo tre navi erano state completate, ma di queste solo la Swiftsure svolse un ruolo di rilievo, operando nello Squadrone del Pacifico venendo scelta dall'Ammiraglio Cecil Harcourt come nave ammiraglia durante la resa giapponese ad Hong Kong. La Superb venne completata secondo un progetto leggermente diverso. La classe venne pensata come composta da otto navi che vennero impostate nel 1943. Per la fine del conflitto erano state completate solo la Swiftsure, la Superb e la HMCS Ontario, precedentemente HMS Minotaur, ceduta al Canada al momento dell'ingresso in servizio. La costruzione delle altre navi venne sospesa e tre di queste divennero incrociatori porta elicotteri classe Tiger negli anni 50.

## Progetto e modifiche
La classe venne basata sui disegni della precedente classe Crown Colony, incorporando una serie di modifiche e miglioramenti dettati dalle esperienze belliche. I pezzi principali vennero ridotti a nove, alloggiati in tre torrette trinate, per fare spazio ad un rinforzato armamento antiaereo. L'eliminazione degli aerei imbarcati e dei necessari hangar permise alle sovrastrutture di avere un disegno più compatto. Per migliorare la stabilità in mare venne leggermente aumentata la larghezza delle navi, di circa 30 centimetri nella Minotaur e nella Swiftsure e del doppio nel secondo gruppo di navi.
La Swiftsure venne completata con sedici cannoni binati da 20 mm e e sei singoli, ma nell'estate 1945 vennero rimosse tutte le installazioni singole ed otto binate per essere sostituite da otto cannoni da 40 mm Boffins e 5 cannoni Bofors da 40 mm Mk III. L'HMCS Ontario, ex Minotaur, venne completata con le stesse armi a corto raggio della Swiftsure ricevendo alla fine della guerra sei cannoni da 40 mm e 6 da 20 mm, tutti in installazioni singole. La Superb non venne completata entro la fine della guerra e ricevette otto cannoni Bofors da 40 mm singoli, due cannoni da 2 libbre singoli, quattro da 20 mm binati e due singoli sempre da 20 mm.

## Navi
- La HMS Minotaur venne ceduta alla Royal Canadian Navy al momento dell'entrata in servizio, venendo ribattezzata HMCS Ontario. Andò in disarmo nel 1959 e venne demolita nel 1960.
- La Swiftsure venne varata nel 1943 e servì nelle ultime fasi della guerra del Pacifico. Venne demolita nel 1962.
- La Superb venne varata nel 1943 e completata secondo un progetto leggermente diverso. Venne demolita nel 1960.
- La HMS Hawke venne impostata il 1º giugno 1943 presso i Portsmouth Dockyard. La costruzione venne cancellata il 5 ottobre 1945 e lo scafo venne demolito in cantiere.
- La HMS Tiger venne rinominata e impostata come Bellerophon nei cantieri Vickers-Armstrongs nell'agosto 1944, poi rinominata Blake e infine nuovamente Bellerophon. La costruzione venne cancellata nel marzo 1946 e lo scafo venne demolito.
- La HMS Blake venne rinominata Tiger, poi di nuovo Blake e venne completata come incrociatore classe Tiger entrando in servizio nel 1961.
- La HMS Defence venne rinominata Lion e completata come classe Tiger nel 1960. Demolita nel febbraio 1975.
- La HMS Bellerophon venne ribattezzata Tiger e completata come classe Tiger nel 1959 e demolita nel 1986.